# Сандрей

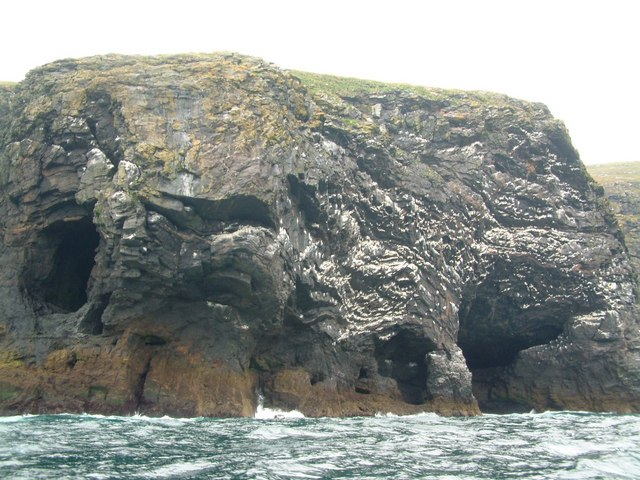
Скала, где находится колония говорушек. Остров Сандрей.

Сандрей (англ. Sandray) — остров в группе островов Барра, архипелаг Внешние Гебридские острова, северо-западная Шотландия. В прошлом остров был заселён, с 1934 года стал необитаемым. Сейчас он известен своей большой колонией морских птиц. Лежит в 5 километрах к югу от Барры.
Сандрей находится в 800 метрах к югу от Ватерсея и к востоку от Флоддея, к северо-востоку от Лингея и Паббая. Остров Мулдоанич находится к северо-востоку от него. Площадь острова составляет 400 гектаров (4 км²). Самая высокая точка острова — Керн-Галтер (207 метров).